# Сергеев, Всеволод Николаевич
Все́волод Никола́евич Серге́ев (26 сентября 1891, слобода Пригородная, ныне Аткарского района Саратовской области — 11 декабря 1962, Ростов-на-Дону) — советский военачальник, генерал-лейтенант (1940).

## Биография
Из крестьян. Русский. В 1911 году окончил 1 курс Саратовского сельскохозяйственного института.
В 1912 году поступил на военную службу в Русскую императорскую армию. Окончил Казанское военное училище в 1913 году. С августа 1913 года служил младшим офицером в 186-м Асландузском пехотном полку. Участник Первой мировой войны, воевал на Юго-Западном фронте. С июля 1914 года служил в 326-м Белгорайском пехотном полку 82-й пехотной дивизии: командир роты, с января 1916 — начальник полковой учебной команды, с июля 1916 — адъютант полка, с февраля 1917 — командир батальона. За храбрость на фронтах войны награждён пятью орденами и досрочно получил звания поручика и капитана. Демобилизовался в феврале 1918 года.
В Красной Армии с сентября 1918 года. Участник Гражданской войны, воевал на Южном, Юго-Восточном и Кавказском фронтах. Сначала был командиром отдельной стрелковой роты в Саратове, с ноября 1918 года был помощником командира 1-го Саратовского полка и командиром 1-го Саратовского полка железнодорожной обороны на Южном фронте. С декабря 1918 — командир 11-го Саратовского стрелкового полка железнодорожной обороны на Южном фронте, с марта 1919 — помощник начальника войск обороны железных дорог Южного фронта и временно исполняющий начальника этих войск. С августа 1919 — командир 10-й отдельной стрелковой бригады обороны железных дорог на Южном и Юго-Восточном фронтах. С сентября 1919 — командир 34-й отдельной стрелковой бригады железнодорожных войск Кавказского фронта. С января 1921 — командир 85-й отдельной стрелковой бригады 29-й стрелковой дивизии (затем переименована в 112-ю стрелковую бригаду) на Кавказском фронте.
В послевоенное время — с августа 1921 года исполняющий должность начальника строевого отдела оперативного управления штаба и начальник окружного сбора Северо-Кавказского военного округа. С марта 1922 года на командной работе в частях Северо-Кавказского военного округа: помощник командира 65-й стрелковой бригады и с июля 1922 года — командир 64-го стрелкового полка 22-й Краснодарской стрелковой дивизии, с февраля 1923 года — командир 27-го стрелкового полка 9-й Донской стрелковой дивизии, с июня по октябрь 1923 года — командир 37-го стрелкового полка 13-й Дагестанской стрелковой дивизии. Затем был направлен на учёбу и окончил Стрелково-тактические курсы усовершенствования комсостава РККА «Выстрел» имени Коминтерна в 1925 году.
С июня 1924 года — командир 95-го стрелкового полка 32-й Саратовской стрелковой дивизии Приволжского военного округа, с ноября 1926 — помощник начальника 1-го (оперативного) отдела штаба Приволжского ВО. В 1930 году окончил Курсы усовершенствования высшего начальствующего состава при Военной академии РККА имени М. В. Фрунзе (1930). С февраля 1930 года — заместитель начальника 4-го отдела (отдел боевой подготовки) штаба Приволжского военного округа. С апреля 1930 года — начальник штаба 53-й Пугачевской стрелковой дивизии, с февраля 1935 года — начальник штаба 22-й стрелковой дивизии Северо-Кавказского военного округа. С августа 1937 года — командир 9-й Кавказской горнострелковой дивизии Закавказского военного округа.
С июня 1938 года — командир 39-го стрелкового корпуса 1-й Отдельной Краснознаменной армии. Участвовал в боях в районе озера Хасан в июле — августе 1938 г. С 22 июня 1940 по 11 марта 1941 года — командующий 2-й Отдельной Краснознамённой армией (Дальний Восток). С марта 1941 года — старший преподаватель Военной академии РККА имени М. В. Фрунзе. В 1939 году вступил в ВКП(б).
Участник Великой Отечественной войны с июля 1941 по август 1942 года — помощник командующего войсками Северо-Кавказского военного округа по ПВО — командующий Северо-Кавказской зоной ПВО. С 18 октября 1941 по 14 февраля 1942 года временно исполнял должность командующего войсками Северо-Кавказского ВО. 1 августа 1942 года получил приказ от командующего Северо-Кавказским фронтом С. М. Будённого возглавить обороны Ворошиловска, но спешно прибыл в город, обнаружил там только запасной стрелковый полк, недоукомплектованный мотоциклетный полк и тыловые части округа; практических мер по созданию обороны реализовать не сумел и уже 3 августа немцы в ходу ворвались в город Бежавший из города первый секретарь Орджоникидзевского (Ставропольского) крайкома ВКП(б) М. А. Суслов писал, что Сергеев «оказался крайне пассивным и неинициативным руководителем, неспособным возглавить порученное ему дело», обвинил Сергеева с бездействии, из-за чего того сняли с должности. Вероятно, пассивность Сергеева объяснялась отсутствием планов высшего руководства оборонять Ворошиловск. С сентября 1942 — заместитель начальника управления формирования штаба Закавказского фронта, с декабря 1942 — заместитель командующего 45-й армией этого фронта. С июля 1943 года — заместитель командующего войсками Северо-Кавказского военного округа.
С августа 1945 года — заместитель командующего войсками Кубанского военного округа, с апреля 1946 — помощник командующего войсками Северо-Кавказского военного округа по вузам. С июня 1948 года находился в распоряжении Главнокомандующего Сухопутными войсками СССР. С октября 1948 года — в отставке.

## Воинские звания
- полковник (26.11.1935)
- комбриг (17.02.1938)
- комдив (4.11.1938)
- генерал-лейтенант (4.06.1940)

## Награды
Российская империя
- Орден Святой Анны 2-й степени с мечами
- Орден Святого Станислава 2-й степени с мечами
- Орден Святой Анны 3-й степени с мечами и бантом
- Орден Святого Станислава 3-й степени с мечами и бантом
- Орден Святой Анны 4-й степени с надписью «За храбрость»

Советский Союз
- орден Ленина (21.02.1945)
- 3 ордена Красного Знамени (22.02.1938, 25.10.1938, 3.11.1944)
- орден Красной Звезды (1.04.1943[7])
- медали